# Kroatisch voetballer van het jaar

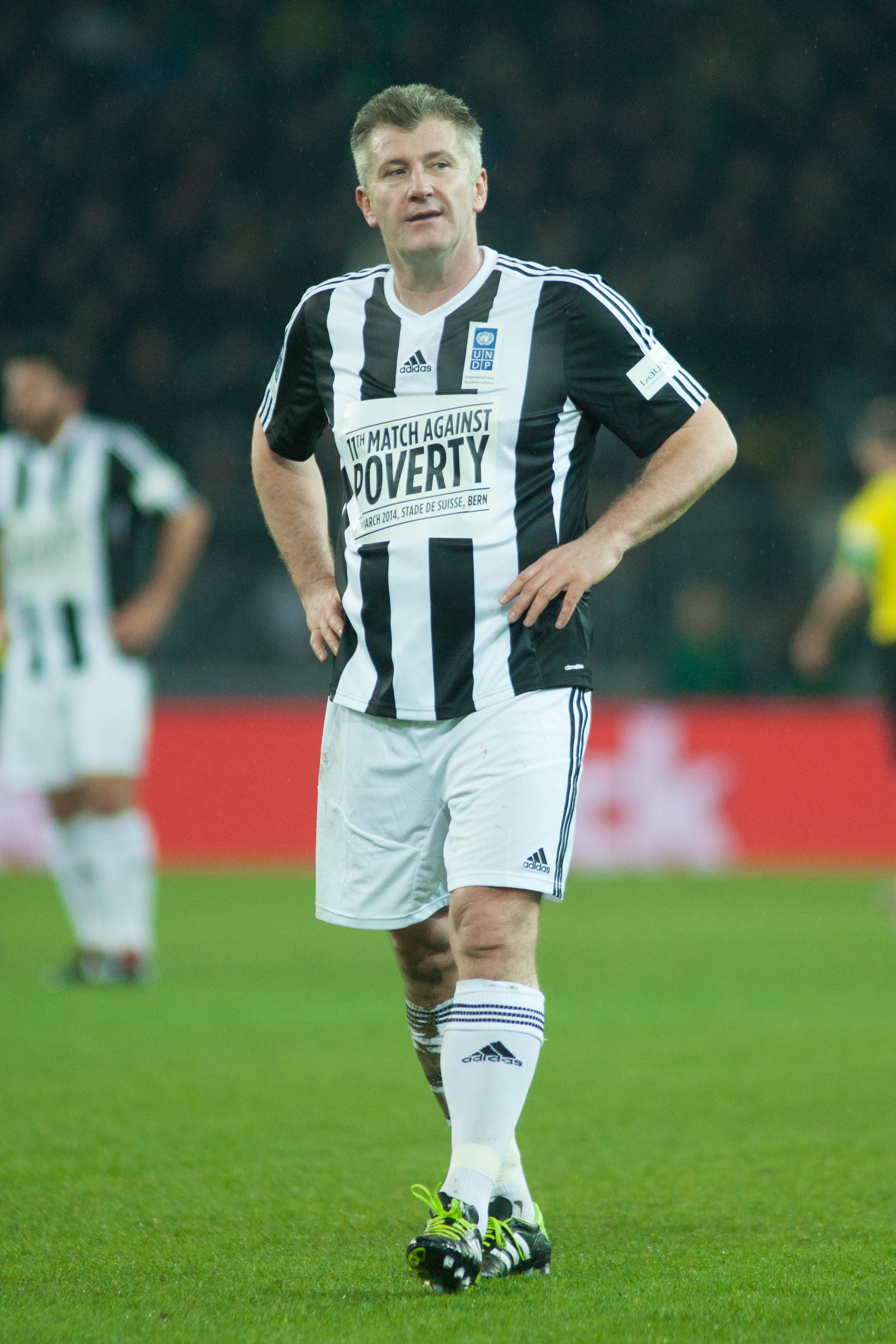
Davor Šuker, zesvoudig winnaar

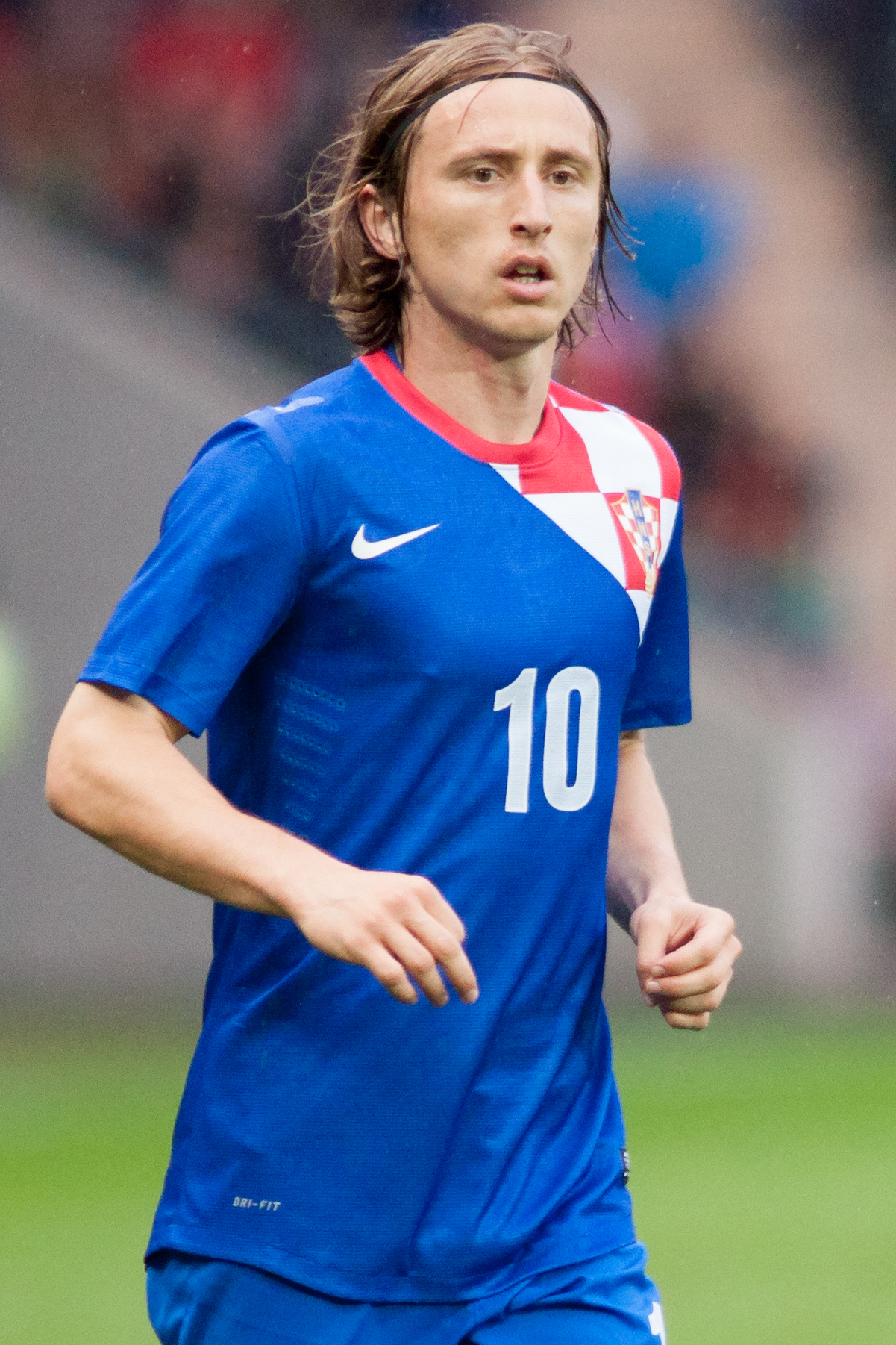
Luka Modrić, zesvoudig winnaar

Kroatisch voetballer van het jaar (Kroatisch: Nogometaš godine) is een Kroatische voetbalprijs die jaarlijks wordt uitgereikt aan de beste Kroatische voetballer van het jaar. Van bij de oprichting in 1972 tot in 1990 werd de prijs gegeven aan de Joegoslavische voetballer van het jaar, sinds 1991 aan de Kroatische voetballer van het jaar.
Luka Modrić wonnen de prijs het vaakst: hij werd zeven keer uitverkoren. Op nummer twee staat Davor Šuker met zes stuks.

## Joegoslavisch voetballer van het jaar (1972-1990)
| Jaar | Naam                         | Club                      |
| ---- | ---------------------------- | ------------------------- |
| 1972 | Dušan Bajević                | FK Velež                  |
| 1973 | Enver Marić                  | FK Velež                  |
| 1974 | Josip Katalinski             | FK Željezničar Sarajevo   |
| 1975 | Ivan Buljan                  | Hajduk Split              |
| 1976 | Ivica Šurjak                 | Hajduk Split              |
| 1977 | Dražen Mužinić               | Hajduk Split              |
| 1978 | Vilson Džoni Nenad Stojković | Dinamo Zagreb FK Partizan |
| 1979 | Safet Sušić Velimir Zajec    | FK Sarajevo Dinamo Zagreb |
| 1980 | Vladimir Petrović            | Rode Ster Belgrado        |
| 1981 | Zlatko Vujović               | Hajduk Split              |
| 1982 | Ivan Gudelj                  | Hajduk Split              |
| 1983 | Zoran Simović                | Hajduk Split              |
| 1984 | Velimir Zajec                | Panathinaikos FC          |
| 1985 | Blaž Slišković               | Hajduk Split              |
| 1986 | Semir Tuce                   | FK Velež                  |
| 1987 | Marko Mlinarić               | Dinamo Zagreb             |
| 1988 | Dragan Stojković             | Rode Ster Belgrado        |
| 1989 | Dragan Stojković             | Rode Ster Belgrado        |
| 1990 | Robert Prosinečki            | Rode Ster Belgrado        |

## Kroatisch voetballer van het jaar (1991-heden)
| Jaar | Naam                          | Club                       |
| ---- | ----------------------------- | -------------------------- |
| 1991 | Zvonimir Boban                | AC Milan                   |
| 1992 | Davor Šuker                   | Sevilla FC                 |
| 1993 | Alen Bokšić                   | Lazio Roma                 |
| 1994 | Davor Šuker                   | Sevilla FC                 |
| 1995 | Davor Šuker                   | Sevilla FC                 |
| 1996 | Davor Šuker                   | Real Madrid                |
| 1997 | Robert Prosinečki Davor Šuker | Croatia Zagreb Real Madrid |
| 1998 | Davor Šuker                   | Real Madrid                |
| 1999 | Zvonimir Boban                | AC Milan                   |
| 2000 | Nenad Bjelica                 | NK Osijek                  |
| 2001 | Igor Tudor                    | Juventus FC                |
| 2002 | Stipe Pletikosa               | Hajduk Split               |
| 2003 | Dado Pršo                     | AS Monaco                  |
| 2004 | Dado Pršo                     | Glasgow Rangers            |
| 2005 | Dado Pršo                     | Glasgow Rangers            |
| 2006 | Eduardo                       | Dinamo Zagreb              |
| 2007 | Luka Modrić                   | Dinamo Zagreb              |
| 2008 | Luka Modrić                   | Tottenham Hotspur          |
| 2009 | Ivica Olić                    | Bayern München             |
| 2010 | Ivica Olić                    | Bayern München             |
| 2011 | Luka Modrić                   | Tottenham Hotspur          |
| 2012 | Mario Mandžukić               | Bayern München             |
| 2013 | Mario Mandžukić               | Bayern München             |
| 2014 | Luka Modrić                   | Real Madrid                |
| 2015 | Ivan Rakitić                  | FC Barcelona               |
| 2016 | Luka Modrić                   | Real Madrid                |
| 2017 | Luka Modrić                   | Real Madrid                |
| 2018 | Luka Modrić                   | Real Madrid                |
| 2019 | Luka Modrić                   | Real Madrid                |

Azerbeidzjan · België (HLN · PL) · Bosnië-Herzegovina · Bulgarije · Denemarken · Duitsland · Engeland (PFA · FWA) · Estland · Finland · Frankrijk (FF · UNFP) · Georgië · Gibraltar · Griekenland · Hongarije · Ierland · Israël · Italië · Kazachstan · Kosovo · Kroatië · Letland · Liechtenstein · Litouwen · Luxemburg · Malta · Moldavië · Nederland · Noord-Macedonië · Noorwegen · Oekraïne · Oostenrijk · Polen · Portugal (CNID · PGB) · Roemenië · Rusland ("Futbol" · "Sport-Express") · Schotland (SPFA · SFWA) · Servië · Slowakije · Sovjet-Unie · Spanje (TADS · PDB · LFP) · Tsjechië (ČMFS · KSN) · Wit-Rusland · Zweden · Zwitserland